# NGC 5073
NGC 5073 (другие обозначения — MCG -2-34-25, UGCA 346, FGC 1594, IRAS13167-1435, PGC 46441) — спиральная галактика с перемычкой (SBc) в созвездии Дева.
Этот объект входит в число перечисленных в оригинальной редакции «Нового общего каталога».
Галактика наблюдается с ребра и в ней заметно искривление тонкого диска. Оно вероятно вызвано гравитационным взаимодействием галактики в группе. 